# Grou
Pour les articles homonymes, voir Grou (homonymie).
Grou (en néerlandais : Grouw) est une petite ville de la commune néerlandaise de Leeuwarden, dans la province de Frise.

## Géographie
Grou est située à 12 km au sud de la ville de Leeuwarden; La ville est établie au bord du lac Pik et traversée par le canal Princesse-Margriet .

## Histoire
Grou est le chef-lieu de la commune d'Idaarderadeel avant 1984, puis de celle de Boarnsterhim avant le 1er janvier 2014, où elle est supprimée. Depuis cette date, Grou fait partie de Leeuwarden.

## Démographie
Le 1er janvier 2018, la ville comptait 5 715 habitants.